# 杭州华元电影大世界

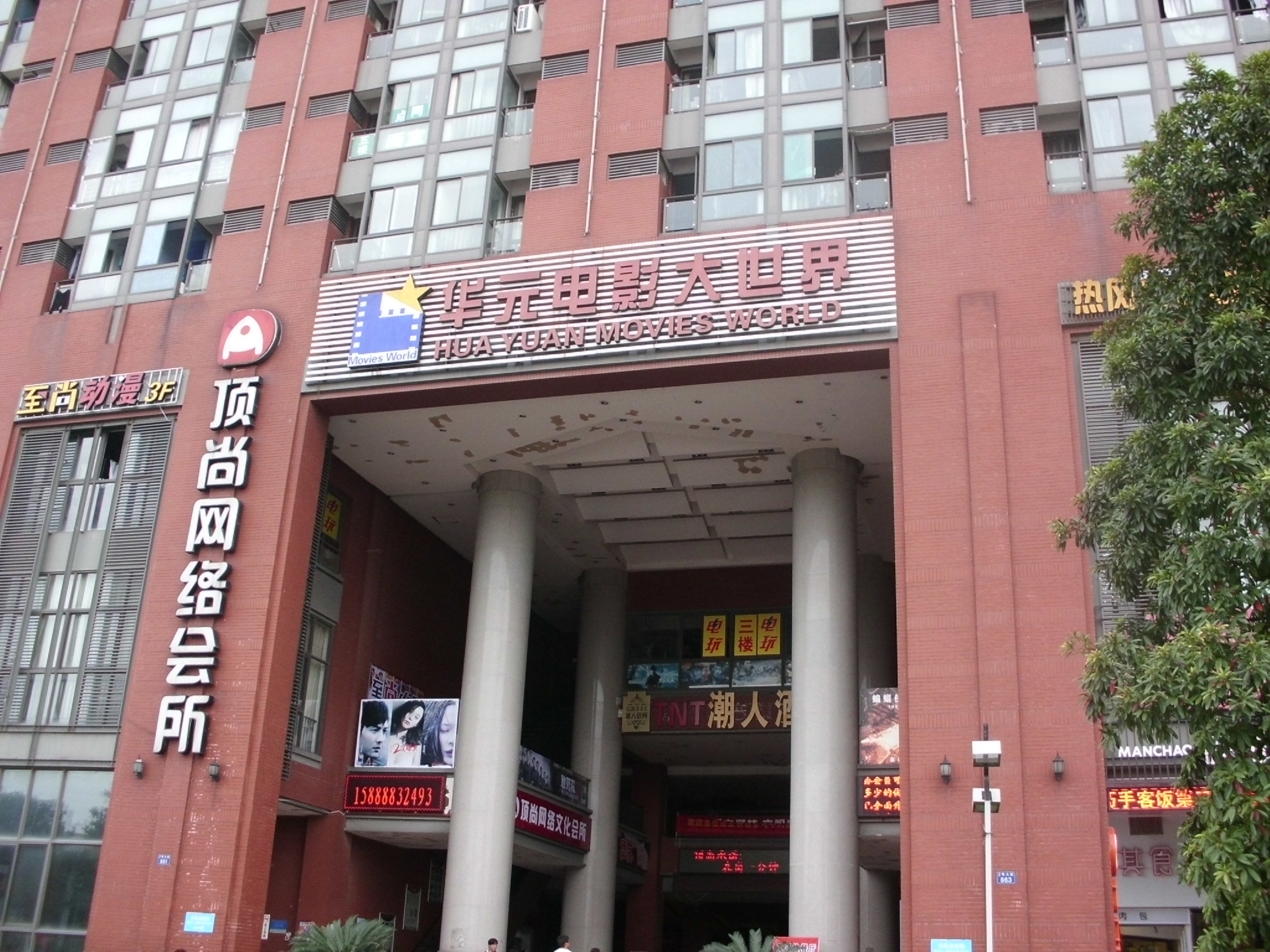
十六街区商城大楼正门

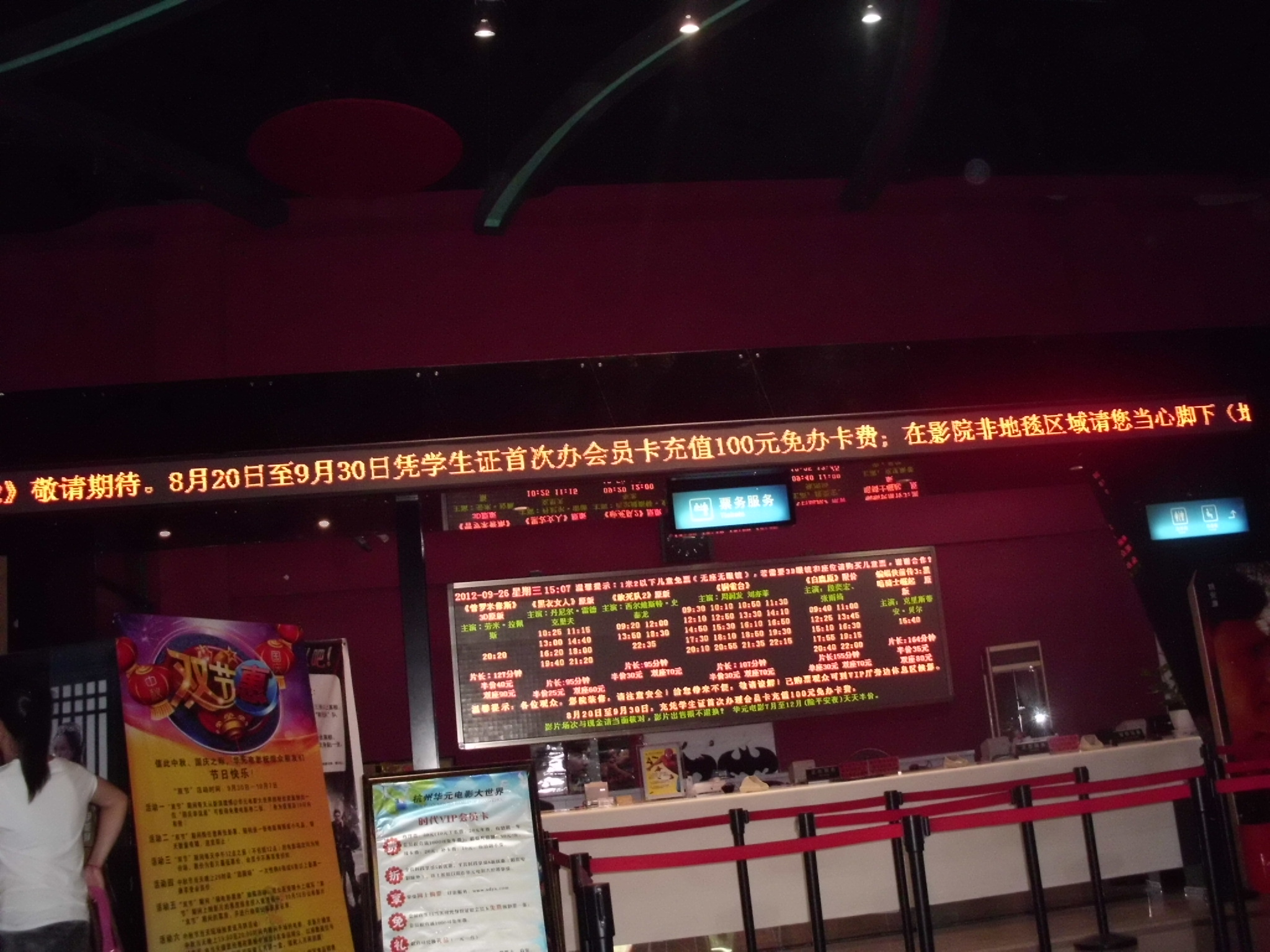
售票厅

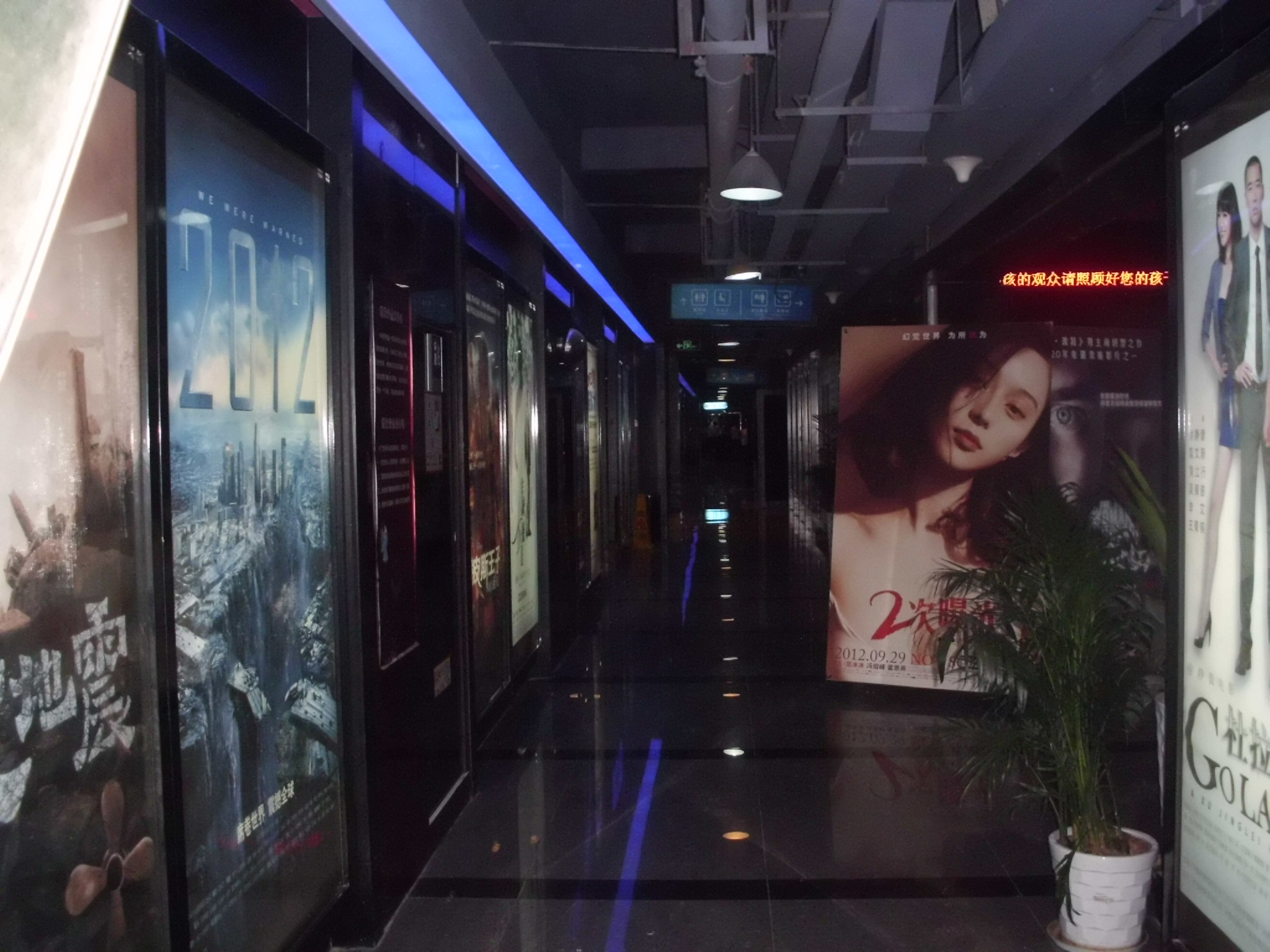
影城走廊

杭州华元电影大世界位于杭州钱塘区下沙经济开发区2号大街华元十六街区商城三楼，由浙江省电影有限公司与杭州华元房地产集团有限公司共同投资，隶属于浙江时代院线旗下。总面积3000余平方米，现有7个影厅（起初是6个），2008年3月8日开业。主要面向开发区市民、创业者和大学生群体，目前票价全年半价。2022年12月28日，杭州华元电影大世界閉店。